# Etimológia
Az etimológia (magyar szakszóval szófejtés) a nyelvészet egyik összetett ága, amely egy adott nyelv szavainak eredetével foglalkozik. Más nyelvészetekben, mint a magyar az etimológia fogalom magában foglalja azt is, amit a magyar szakirodalomban külön szótörténetnek neveznek, tehát a kettő egybekötve a szavak formai és szemantikai (jelentésbeli) fejlődésével is foglalkozik, ugyanakkor viszonyukat tanulmányozva más nyelvek azonos eredetű szavaival. Mivel az etimológiai kutatás diakrónikus, az etimológia a történeti nyelvészet ágának is tekinthető.
Az etimológiai kutatás addig a szóig megy, amelyet a tanulmányozott szó etimonjának nevezett alapszónak tartanak. Nemcsak a tudományágat nevezik etimológiának, hanem szűkebb értelemben magára a szó eredetére is használják („a szó etimológiája”), tágabban pedig etimonjának megállapítására és fejlődésének kifejtésére. Szótörténeti adatként az etimológus lehetőleg a szó a nyelvben való megjelenésének idejét is legalább hozzávetőlegesen megállapítja.
Az etimológia nem elszigetelt diszciplína. Egyrészt nem korlátozódik nyelvészeti aspektusokra, hanem több nyelvészeten kívüli tudományágra is támaszkodik. Ezek olyan földrajzi, történelmi, társadalmi, politikai, néprajzi, civilizációs, művelődéstörténeti tényezőket világítanak meg, amelyek hozzájárulhatnak az etimonok azonosításához. Másrészt az etimológiára támaszkodik a nyelvtudomány majd mindegyik ága, amelyek közvetlenül vagy közvetve folyamodnak hozzá. Ugyanakkor az etimológiai kutatások eredményei adalékokkal szolgálnak az előbbi tényezőkkel foglalkozó tudományágaknak.
Az etimológus munkája különösen összetett. Könnyebb, ha a tanulmányozott nyelv alapnyelve írásokban dokumentált, mint a latin nyelv az újlatin nyelvek esetében. Azonban nehezebb, ha az alapnyelv nem dokumentált, és különféle módszerekkel szükséges rekonstruálni az alapnyelvet, mint a finnugor nyelvek esetében. Az erőfeszítések ellenére sok szó etimológiája ismeretlen.
Az etimológiai kutatások eredményei közzétett tanulmányokban és szótárakban találhatók. Vannak etimológiai szótárak, és olyan értelmező szótárak, amelyek röviden megadják a szavak etimológiáját is.

## Az etimológia területének kiterjedése
Az etimológia lehet közvetlen, ha csak a tanulmányozott szó legközelebbi forrásáig megy. Ilyen általában az, amelyik egyes értelmező szótárakban található. Lehet közvetett is, ha a lehető legmesszebbre megy vissza a múltban, a szó rekonstruált, elsőnek feltételezett etimonjáig. Rendszerint ilyen etimológiát történeti-összehasonlító munkákban gyakorolnak és kiterjedtebb etimológiai szótárakban.
Egy másik szempontból az etimológia lehet belső, amikor egy adott nyelvben alkotott szavakra korlátozódik, vagy külső, ha az alapnyelvből örökölt és a jövevényszavakat érinti.

## Az etimológia módszerei
Az etimológiának hosszú, az ókorig visszamenő története van, de tudományos alapokon csak a 19. század eleje óta művelik. Akkor fedezték fel, hogy rokon nyelvek között hangtörvényeknek nevezett rendszeres hangmegfelelések vannak, és ezek alapján indították el a történeti-összehasonlító kutatási módszert a nyelvészetben. Ezt alkalmazták az indoeurópai alapnyelv rekonstruálására.
Szigorúan nyelvészeti szempontból egy örökölt szó etimonjáról szóló feltételezés igazolása azzal kezdődik, hogy alaki egyezést keresnek egymással rokonnak tekintett nyelvek egyes szavai között. Ez az egyezés akkor igazolódik, ha megfelel azoknak a hangtörvényeknek, amelyek az alapnyelvből az utódnyelvbe való fejlődés során működtek. Már a 19. században összehasonlították azonos jelentésű és alaki hasonlóságokat mutató szanszkrit, ógörög és latin szavak beszédhangjait, és megállapították, hogy mássalhangzóik azonosak. Például az ’apa’ jelentésű szó a szanszkritban pitár, az ógörögben paté:r, a latinban pedig pater. Ebből azt következtették ki, hogy mindhárom egy indoeurópai *p-t-r szótőből származik. Azonban az angol father szóban, amely hasonlít valamennyire az előbbiekhez, f van a p helyett. Mégis arra a következtetésre jutottak, hogy a father-nak is ugyanaz az eredete, mint az előbbieknek, mivel más szavakban is voltak ilyen változások, pl. szanszkrit pád- – ógörög pod- – latin ped- – angol foot. Tehát a p – f megfelelés rendszeres, valójában a proto-germánból örökölt, mivel megvan a többi létező germán nyelvben is.
Jövevényszavak esetében az alaki egyezés azzal igazolódik, hogy megfelel azoknak a szabályoknak, amelyek a fogadó nyelvben működnek a jövevények beillesztésekor. Például a magyar udvar szó az ószláv dvorъ átvett alakja, az iskola pedig a latin schola szóé, bár az előbbi u-val, az utóbbi i-vel kezdődik. Ezt annak a tudása igazolja, hogy a magyar megtartotta egy ideig a finnugor alapnyelv azon tulajdonságát, hogy nem tűrte meg a szóeleji mássalhangzó-torlódást, ezért ilyen szavakat magánhangzó protézisével illesztette magába.
Az alaki egyezéstől való eltérésekre magyarázat találandó. Az egyik ilyen az analógia lehet. Ez például a román nyelvben a luni ’hétfő’ szó alakjának a magyarázata. Ez az alak szabály szerint *lune (< latin lunae) lett volna, ha nem hatott volna rá a szemantikai mezejébe tartozó marți ’kedd’, miercuri ’szerda’ és vineri ’péntek’ szavak alakja. Ilyesféle analógia jövevényszavakra is érvényes. Ugyancsak a románban az octombrie ’október’ szóba az m azért került be, mert megvan a septembrie ’szeptember’, noiembrie ’november’ és decembrie ’december’ szavakban.
Az alaki egyezés mellett az etimológiának meg kell állapítania a tanulmányozott szó és a feltételezett etimonja közötti szemantikai egyezést, vagy ha jelentéseik különböznek, logikus magyarázatot kell találnia rá. Például a büszke ’kevély’ jelentésű melléknév alapszava a -ke kicsinyítő képzős bűz ’büdös’ melléknév. Jelentésváltozása azzal magyarázható, hogy a kellemetlen szag és a kevélység egyaránt eltaszító.
Egyes szavak eredete, főleg az örökölteké egyértelműen visszavezethető egyetlen szóra. Például a fej alapszava egy uráli alapnyelvi szó, amelyről rekonstruálás nyomán azt feltételezik, hogy alakja *päŋe, jelentése pedig szintén ’fej’ lehetett. Azonban más szavak, többnyire jövevények nem csak egy nyelvből származhatnak. Ilyen a magyar kártya, amely a latinból, a németből vagy az olaszból is jöhetett. Olykor egy-egy szó több olyan azonos jelentésű alakban volt vagy van meg, amelyekből látszik, hogy mely nyelvekből lettek átvéve. Például a románban a ’jellem’ jelentésű szó először az újgörög eredetet jelző haractir (hangsúllyal az i-n) alakban került a nyelvbe, majd az oroszból haracter-ként (hangsúllyal a második a-n), utóbb valószínűleg ugyanabban az időben a németből caracter alakban (hangsúllyal a második a-n) és a franciából caracter-ként (hangsúllyal az e-n). Végül az utóbbi alak került a szótárakba. Olyan szavak is vannak, amelyek csak egy alakban kerültek a nyelvbe, de ez egy bizonyos átadó nyelvre utal, miközben a szót egy másik nyelvben meglévő azonos eredetű szó jelentésével használják. Például a román átvette a latin status szót stat alakban és ’állam’ jelentéssel, ami a francia État jelentése.

## Népetimológia
A népetimológia olyan jelenség, amely során a beszélő számára ismeretlen, többnyire a nyelvbe nem régen került idegen szót vagy szócsoportot megváltoztat más olyan szó vagy szócsoport hatására, amelyből származónak hiszi valamilyen alaki, jelentésbeli vagy egyéb összekapcsolás lehetősége miatt. Ilyen, a nyelvtörténetben előfordult jelenségekkel magyarázható egyes sztenderd nyelvváltozati szavak alakja. Ez az alak általánosult, és meghonosodott az idő során a sztenderd kidolgozása előtt.